# Gałąź namiotu
Gałąź namiotu (łac. ramus tentorii) – w anatomii człowieka gałąź nerwu ocznego odchodząca od niego jeszcze w obrębie jamy czaszki. Zaopatruje namiot móżdżku, ściany zatoki skalistej górnej, zatoki poprzecznej i zatoki prostej.